# Miss Bala
Miss Bala is een Mexicaanse film uit 2011, geregisseerd door Gerardo Naranjo.

## Verhaal
De 23-jarige Laura Guerrero woont samen met haar vader Ramón en broertje Arturo. Laura en haar vriendin Suzu doen allebei mee aan een schoonheidswedstrijd voor de missverkiezing van Miss Baja. Ze gaan naar de Millennium Night Club, waar Suzu haar vriend Javi ontmoet. Wanneer Laura naar het toilet gaat, is ze getuige van de moord op verschillende DEA-agenten door het La Estrella-kartel. Ze wordt vervolgens ontvoerd door de leider van bende, Lino, en de bende ontvoert ook haar broer en vader als middel om haar onder controle te houden. Laura wordt door de bende gebruikt voor criminele missies, waaronder het vervoeren van drugsgeld over de Amerikaanse grens, en het uitlokken van een DEA-agent die de organisatie heeft geïnfiltreerd.

## Rolverdeling
| Acteur           | Personage              |
| ---------------- | ---------------------- |
| Stephanie Sigman | Laura Guerrero         |
| Irene Azuela     | Jessica Berlanga       |
| Miguel Couturier | General Salomón Duarte |
| Gabriel Heads    | Agent Bell             |
| Noé Hernández    | Lino Valdez            |
| James Russo      | Jimmy                  |
| Lakshmi Picazo   | Suzu                   |
| José Yenque      | Kike Cámara            |

## Ontvangst

### Recensies
Op Rotten Tomatoes geeft 87% van de 69 recensenten de film een positieve recensie, met een gemiddelde score van 7,20/10. De film kreeg het label "certified fresh" (gegarandeerd vers). Website Metacritic komt tot een score van 79/100, gebaseerd op 24 recensies, wat staat voor "generally favorable reviews" (over het algemeen gunstige recensies)

### Prijzen en nominaties
De film won 3 prijzen en werd voor 9 andere genomineerd. Een selectie:
| Jaar | Evenement                        | Categorie                    | Genomineerde    | Resultaat   |
| ---- | -------------------------------- | ---------------------------- | --------------- | ----------- |
| 2011 | Cannes (64ste editie)            | Prix Un certain regard       | Miss Bala       | Genomineerd |
| 2012 | Premios Goya (26ste uitreiking)  | Beste Ibero-Amerikaanse film | Miss Bala       | Genomineerd |
| 2012 | Premios Ariel (54ste uitreiking) | Beste film                   | Miss Bala       | Genomineerd |
| 2012 | Premios Ariel (54ste uitreiking) | Beste regisseur              | Gerardo Naranjo | Genomineerd |
| 2012 | Premios Ariel (54ste uitreiking) | Beste acteur                 | Noé Hernández   | Genomineerd |